# لاري كوفمان
لاري كوفمان (بالإنجليزية: Larry Kaufman)‏ هو لاعب شطرنج أمريكي، ولد في 15 نوفمبر 1947 في واشنطن العاصمة في الولايات المتحدة.

## وصلات خارجية
- لاري كوفمان على موقع الاتحاد الدولي للشطرنج (الإنجليزية)
- لاري كوفمان على موقع مباريات الشطرنج (الإنجليزية)
- لاري كوفمان على موقع 365Chess.com (الإنجليزية)
- لاري كوفمان على موقع Chesstempo.com (الإنجليزية)
- لاري كوفمان على موقع الاتحاد الأمريكي للشطرنج (الإنجليزية)